# Ashley Argota
Ashley Alyssa Argota (Redlands (Californië), 9 januari 1993) is een Amerikaanse actrice en zangeres. Ze is bekend geworden door haar rol van Lulu in de serie True Jackson, VP. Ashley zelf had een contract bij Nickelodeon waardoor ze een belangrijke bijrol had in True Jackson, VP en Bucket & Skinner's Epic Adventures en een gastrol in iCarly en The Troop. Haar echte carrière begon in 2007 met de film Schooled.
Argota trouwde in augustus 2021 met acteur Mick Torres.

## Filmografie
- 2003 - Star Search
- 2007 - Schooled - Soomi Alverez
- 2008 - iCarly - Kathy
- 2008 - True Jackson, VP - Lulu Johnson (2008-2011)
- 2009 - BrainSurge - zichzelf
- 2011 - Bucket & Skinner's Epic Adventures - Kelly
- 2011 - The Troop - Mazie
- 2014 - The Fosters - Lou
- 2014 - How to build a better boy - Nevaeh